# Pravastatine
La pravastatine est un principe actif de la famille des statines ayant une action hypolipémiante  par inhibition de la HMG-Co A réductase. Elle est commercialisée dans les spécialités Elisor et Vasten, et en association avec de l'aspirine dans Pravadual. 

## Indications
- hypercholestérolémie essentielle pure
- hyperlipidémie mixte
- prévention de l'infarctus du myocarde
- prévention des décès de cause coronaires et de récidives post-infarctus chez un patient avec un cholestérol normal
- hyperlipidémie après transplantation d'organe chez le sujet sous immunosuppresseur

## Effets indésirables
- troubles digestifs : constipation, nausée, crampes gastro-intestinales, troubles dyspeptiques, flatulences, diarrhées ;
- myopathie avec myalgie sans gravité, élévation des CK (créatine kinases) atteignant parfois 10 fois la normale et imposant l'arrêt du traitement ;
- rares : céphalées, asthénie, dépression, réactions cutanées allergiques,  élévation des transaminases, tendinites, polynévrites sensitivo-motrices ;
- exceptionnels : insomnie, alopécie, hypoglycémie, hyperglycémie, pancréatite, photosensibilisation, impuissance, thrombopénie, pneumopathie interstitielle.
- 2 à 3 personnes sur 100 000 : myopathie auto-immune associée aux statines.